# Dehradún
Dehradún  (ejtsd: Déhrá Dún, hindi: देहरादून) város India északi részén, Uttarakhand állam fővárosa. Új-Delhitől kb. 235 km-re ÉK-re fekszik a Himalája lábánál fekvő egyik völgyben. Lakossága 578 ezer fő volt 2011-ben, az agglomerációé 714 ezer fő.
Közlekedési (vasúti) csomópont és kormányzati központ.
A legenda szerint itt lakott Siva, a hindu isten.
Dehra Dun Garhwal régió egykori fővárosa.
1934-ben az angolok katonai akadémiát alapítottak a városban, ahol az indiai elnök szikh gárdistái közül is sokan letelepedtek.

## Fordítás
Ez a szócikk részben vagy egészben  a   Dehradun című angol Wikipédia-szócikk fordításán alapul.  Az eredeti cikk szerkesztőit annak laptörténete sorolja fel. Ez a jelzés csupán a megfogalmazás eredetét és a szerzői jogokat jelzi, nem szolgál a cikkben szereplő információk forrásmegjelöléseként.